# Бецейли
Бецейли (пол. Becejły) — село в Польщі, у гміні Шиплішки Сувальського повіту Підляського воєводства.
Населення — 135 осіб (2011).
У 1975-1998 роках село належало до Сувальського воєводства.

## Демографія
Демографічна структура станом на 31 березня 2011 року:
|          | Загалом | Допрацездатний вік | Працездатний вік | Постпрацездатний вік |
| -------- | ------- | ------------------ | ---------------- | -------------------- |
| Чоловіки | 63      | 16                 | 39               | 8                    |
| Жінки    | 72      | 12                 | 45               | 15                   |
| Разом    | 135     | 28                 | 84               | 23                   |